# Florida (álbum)
Florida es el segundo trabajo discográfico, perteneciente a la banda de rock alternativo argentino, Face Cream. Fue lanzado el 1 de febrero de 2014. 

## Contexto del álbum
Este disco se aleja del grunge y se abre hacia el rock alternativo con algo de punk, sumado a un cambio muy marcado como lo es en cuanto al idioma, al ser un álbum completamente en español, buscando una mejor llegada al público de habla hispana de toda Sudamérica. El disco es apoyado por una gira de la banda con numerosas presentaciones en todo el país.
El único corte de difusión fue la canción que le da título al álbum, «Florida», la cual cuenta con un clip que fue dirigido por Berta Muñiz de "Farsa Producciones" (productora que ha realizado videos para bandas como Attaque 77, Kapanga, Miranda!, Carajo, Smitten y Árbol). El concepto gráfico y arte del álbum lo realizó Valentino Tettamanti (ilustró a otras bandas tales como Él Mató a un Policía Motorizado, 107 Faunos, La Patrulla Espacial, etc.).
Producido por Hernán Agrasar (nominado a los Premios Carlos Gardel en 2013 por su labor junto a la agrupación Utopians). Grabado en los Estudios "ION" y "Fuera del Túnel", mezclado y masterizado analógicamente en "Revolver Mix" y "Puro Mastering". 
Editado en forma independiente, "Florida" cuenta con el desarrollo editorial de Universal Music/Tommy Gun Records. 

## Lista de canciones
| N.º | Título                     | Duración |  |
| 1.  | «Especiado»                | 03:49    |  |
| 2.  | «Florida»                  | 02:57    |  |
| 3.  | «Tu Parte»                 | 04:28    |  |
| 4.  | «Bordes»                   | 04:10    |  |
| 5.  | «El Brillo en lo Desolado» | 04:04    |  |
| 6.  | «Un Puente en mi Cabeza»   | 03:51    |  |
| 7.  | «Testa»                    | 02:16    |  |
| 8.  | «Colisionando con el Sol»  | 04:22    |  |
| 9.  | «Duelo»                    | 03:00    |  |
| 10. | «Pendiente»                | 03:05    |  |